# Edward Czesak

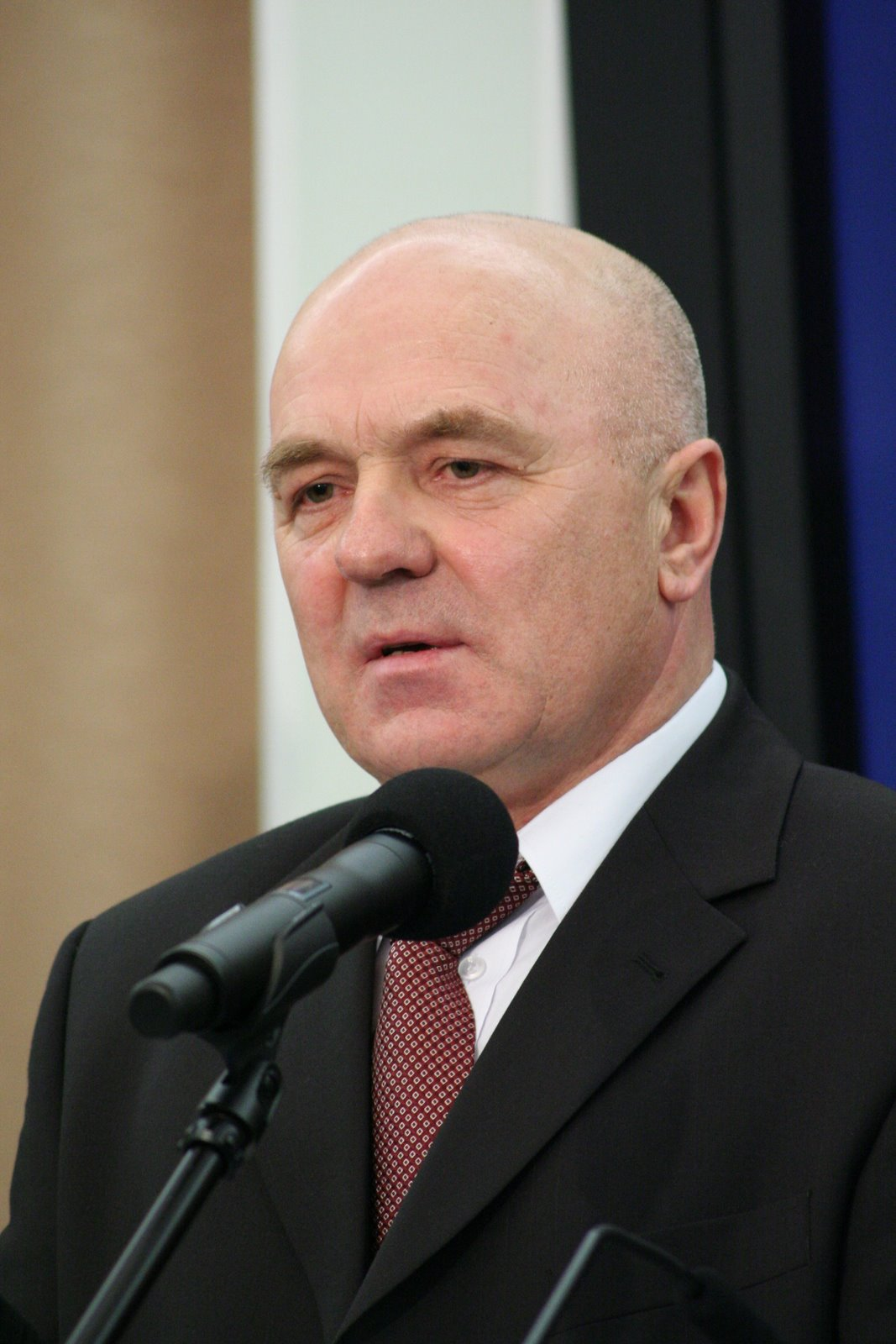
Edward Czesak

Edward Stanisław Czesak (* 22. Februar 1951 in Tarnów) ist ein polnischer Politiker. Er war Kommunalpolitiker, von 2005  bis 2015 Abgeordneter des Sejm und ist seit 2015 Mitglied des Europäischen Parlaments.
Er beendete sein Studium an der Berg- und Hüttenakademie Krakau. Er führte einen eigenen Betrieb. In den Jahren 1998 bis 2002 war er Vorsitzender des Stadtrats von Brzesko.
Bei den Parlamentswahlen 2005 wurde er mit 7.529 Stimmen erstmals über die Liste der Prawo i Sprawiedliwość (Recht und Gerechtigkeit – PiS) für den Wahlkreis Tarnów in den Sejm gewählt. Er wurde auch bei den folgenden Parlamentswahlen wiedergewählt. 2014 kandidierte er erfolglos für das Europäische Parlament, rückte jedoch am 11. Juni 2015 für den gewählten Präsidenten Andrzej Duda nach und legte sein Abgeordnetenmandat im Sejm nieder.